# 薩博維

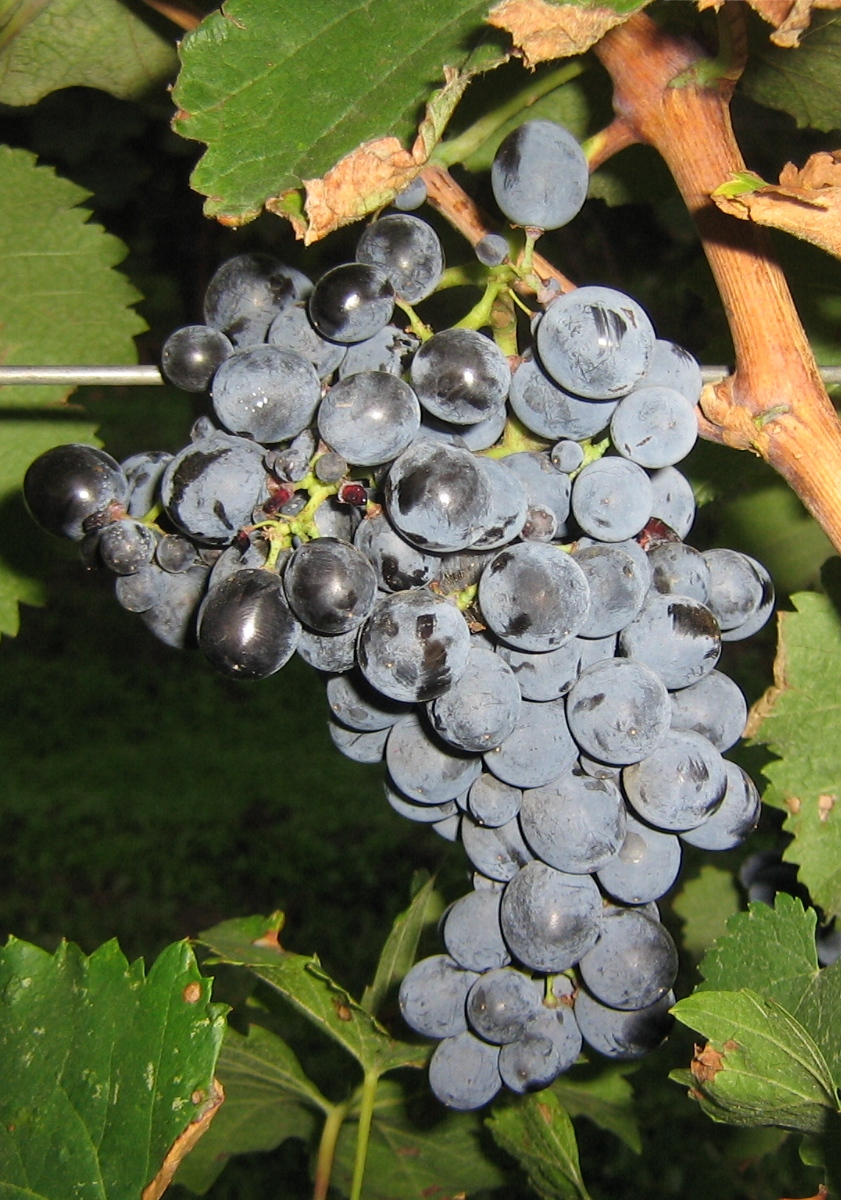

薩博維（意為油漆）是葡萄的一個品種，主要生產在喬治亞。薩博維的果實顏色為深藍色，果實體積較大，一般用來製作葡萄酒。薩博維是喬治亞葡萄酒最常用的品種之一。薩博維十分耐寒，因此在寒冷地區和海拔較高的地區非常受歡迎。